# Copelatus assalyi
Copelatus assalyi är en skalbaggsart som beskrevs av Bilardo och Rocchi 2010. Copelatus assalyi ingår i släktet Copelatus och familjen dykare. Inga underarter finns listade i Catalogue of Life.